# Публипор
Публипор — раб в Древнем Риме, один из соратников Спартака.
Примкнул к восставшим. До того был рабом-пастухом в Лукании или Кампании. Во время похода Спартака был разведчиком. Единственный из ближайших соратников фракийца, выживший в Битве при Луканском озере. После примкнул к Заговору Катилины.
Имя Публипор — дословно переводится как сын Публия, может означать раб Публия. Настоящее имя неизвестно.